# Darwin Mountains
Die Darwin Mountains sind ein Gebirgszug zwischen dem Darwin-Gletscher und dem Hatherton-Gletscher im südlichen ostantarktischen Viktorialand. 
Entdeckt wurden sie von Teilnehmern der Discovery-Expedition (1901–1904) unter der Leitung des britischen Polarforschers Robert Falcon Scott, der sie nach Leonard Darwin (1850–1943) benannte, Ehrenpräsident der Royal Geographical Society. 

## Weblinks

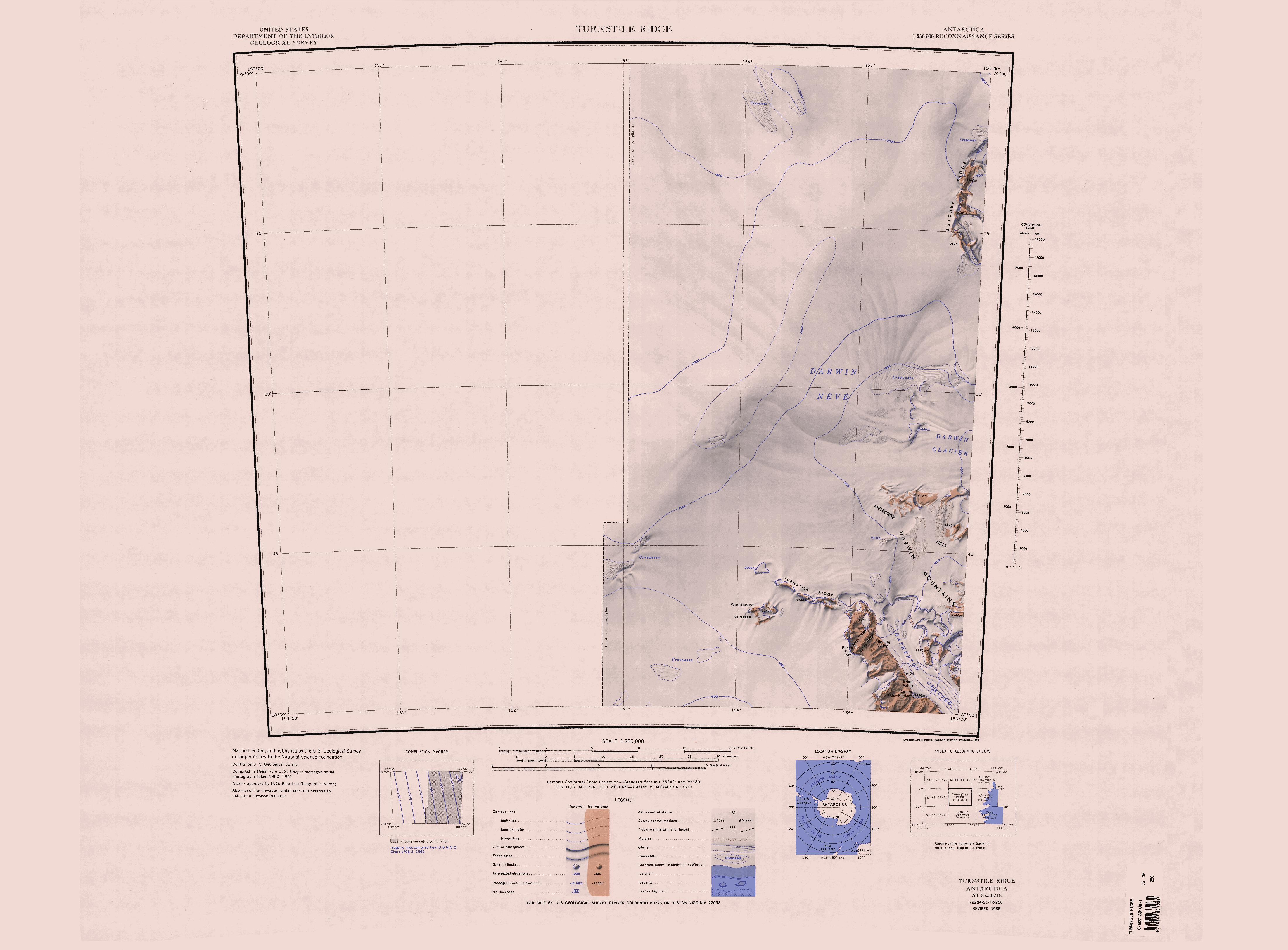
Westteil im Südosten der Karte
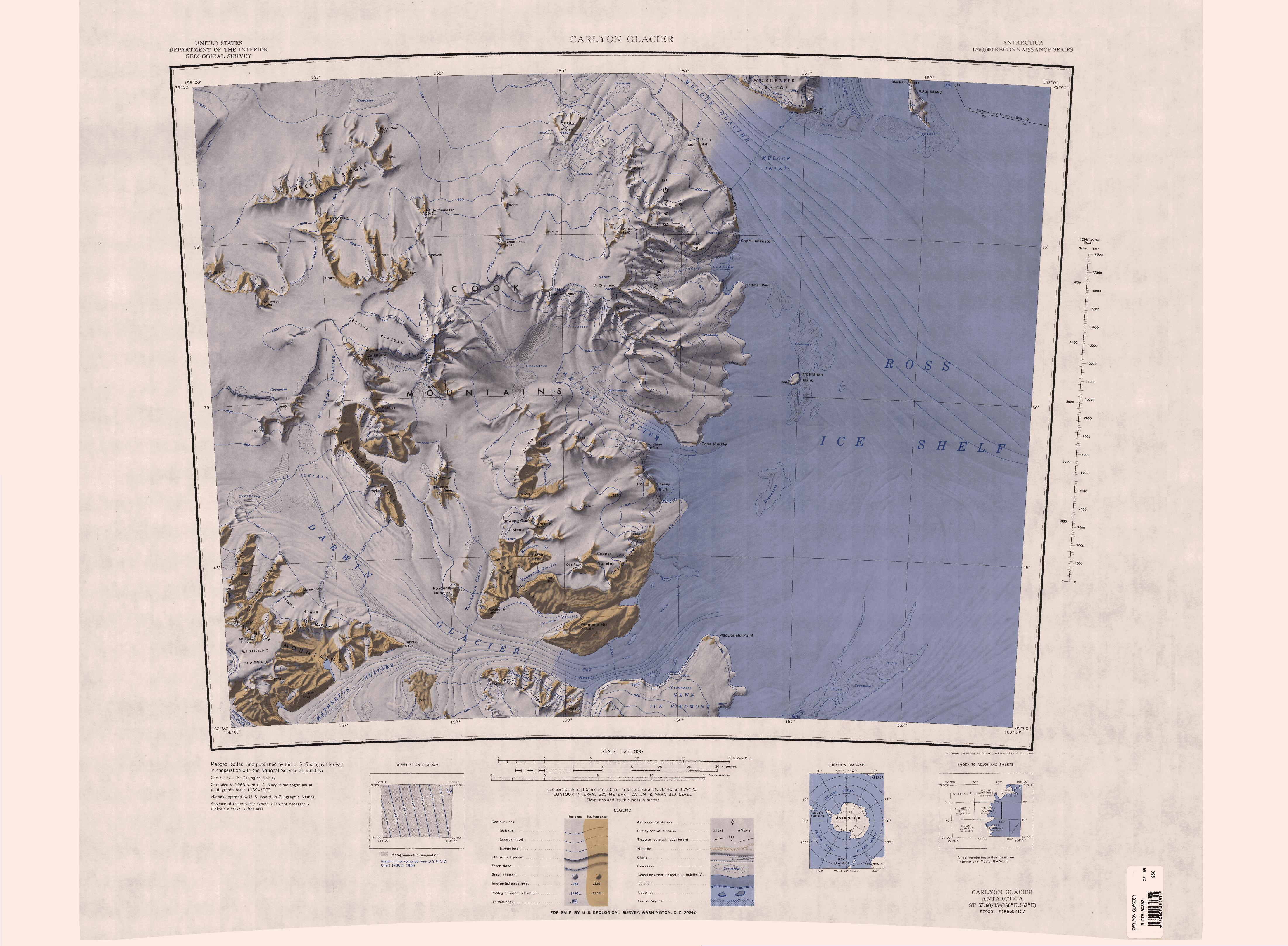
Ostteil im Südwesten der Karte